# Lloyd Hamilton
Pour les articles homonymes, voir Hamilton.
Lloyd Hamilton (né le 19 août 1891, mort le 19 janvier 1935) est un acteur américain du cinéma muet.

## Biographie
Il commence sa carrière au théâtre, et fait sa première apparition au cinéma en 1913, avec des petits rôles non crédités dans des courts métrages. En 1914 il forme un duo comique avec l'acteur Bud Duncan, et ils apparaissent tous les deux sous le nom de « Ham and Bud ». Ils se séparent en 1917, et il poursuit seul sa carrière cinématographique. Dans les années 1920 il est considéré comme une vedette dans le domaine des comédies.
À la fin de sa carrière il sombre dans l'alcoolisme, et meurt en 1935 peu après une opération à l'estomac.
Son étoile a été inaugurée en 1960 sur le Hollywood Walk of Fame.

## Filmographie partielle
- 1914 : Colonel Custard's Last Stand
- 1914 : The Deadly Battle at Hicksville
- 1917 : A Whirlwind of Whiskers
- 1920 : Occasionally Yours
- 1924 : A Self-Made Failure
- 1924 : His Darker Self
- 1924 : Hello, 'Frisco
- 1925 : The Movies
- 1926 : One Sunday Morning
- 1927 : Peaceful Oscar
- 1928 : Rose-Marie de Lucien Hubbard
- 1929 : The Show of Shows de John G. Adolfi
- 1930 : Won by a Neck
- 1930 : Up a Tree
- 1931 : Marriage Rows
- 1931 : Ex-Plumber
- 1931 : Are You There?
- 1933 : Too Many Highballs